# Махмудов, Низами Тофиг оглы
Низами Тофиг оглы Махмудов (азерб. Nizami Tofiq oğlu Mahmudov; 2 февраля 1985, Джалилабад, Азербайджанская ССР) — азербайджанский борец вольного стиля, регбист, член национальной сборной Азербайджана по регби .. На данный момент главный тренер клуба «Карабах РК» из города Шуша.

## Биография
Низами Махмудов родился 2 февраля 1985 года в городе Джалилабаде, Азербайджанской ССР. В 1991—2001 годах был учеником средней школы № 1, имени Низами, города Джалилабада. До 2001 года занимался вольной борьбой. С 2005 года начал заниматься регби. Первым тренером был основоположник азербайджанского регби Вагиф Садатхан, а также отец Махмудов Тофиг Ахмед оглы. Занимался также под руководством Гурама Модебадзе, Малхаз Чеишвили и Рагифа Гусейнли, играющего тренера сборной страны.
В 2001—2006 годах был студентом Сельскохозяйственной Академии города Гянджи. В 2003—2004 годах проходил военную службу в рядах Вооруженных Сил Азербайджана.

## Спортивная карьера

### Вольная борьба
В 1994—2002 годах занимался вольной борьбой. Первым тренером был Ильхам Мамедов. В 1997 году занял 2-е место на международном турнире по вольной борьбе, в иранском городе Ардебиль, в весовой категории до 48 кг, после чего получил первую категорию.

### Регби

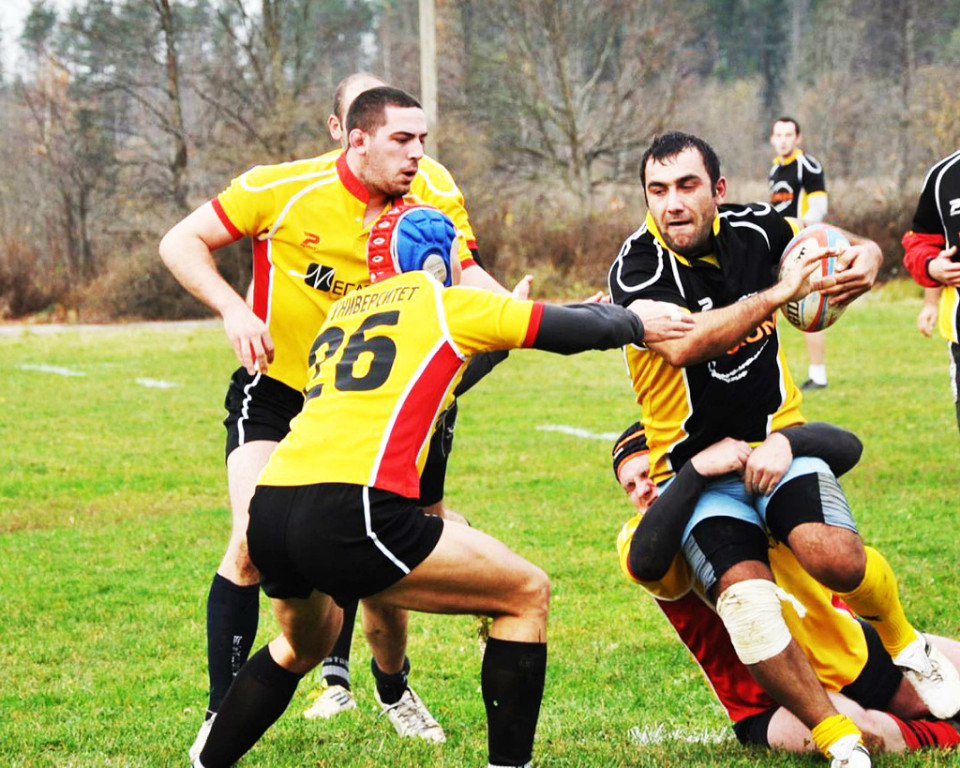
РК Форум-СПБГУ

Регби начал заниматься в 2005 году, в возрасте 19 лет, в команде Джалилабадского района, под руководством своего отца Тофига Махмудова, который был главным тренером районной команды. Играет в такие разновидности регби — как регби-7, регби-15 и пляжное регби *.

#### Клубная карьера

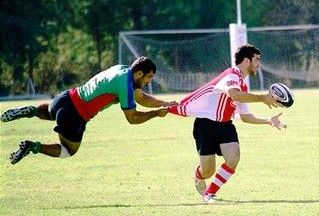
Низами Махмудов (слева) во время игры

С 2007 года, с небольшими перерывами, является неизменным игроком бакинского регбийского клуба «Bakı Reqbi Klubu», в котором выступает под № 2 (ранее № 22). В 2009 году провёл несколько игр в составе вновь созданной регбийной команды РК «Карабах» (Баку). В июне-октябре 2010 года играл в составе команды «Сокол» украинского города Львов, и а с 2011—2013-е года — был игроком (хукер № 2) регби-клуба «Форум» города Москвы.

#### Тренерская карьера
С 2016 года главный тренер регбийного клуба Карабаx. Обладатель тренерского сертификата World Rugby level 1 международной категории.
В 2016 году команда игроков в возрасте до 12 лет стала серебряным призером Международного турнира, приуроченного ко Дню Государственного Флага Азербайджанской Республики.
В 2016 году юниорская команда РК «Карабах» стала победителем Кубка “TISA Titans”.
В 2021 году команда игроков в возрасте до 12 лет стала первой раз в своей истории чемпионом Азербайджана.

#### Сборная Азербайджана
Дебют в составе Сборной Азербайджана состоялся в ноябре 2006 года, в кипрском городе Пафос, во время отборочного матча чемпионата Европы против сборной Монако. До ноября 2018 года провёл в составе сборной страны всего 25 международный игр.

## Галерея

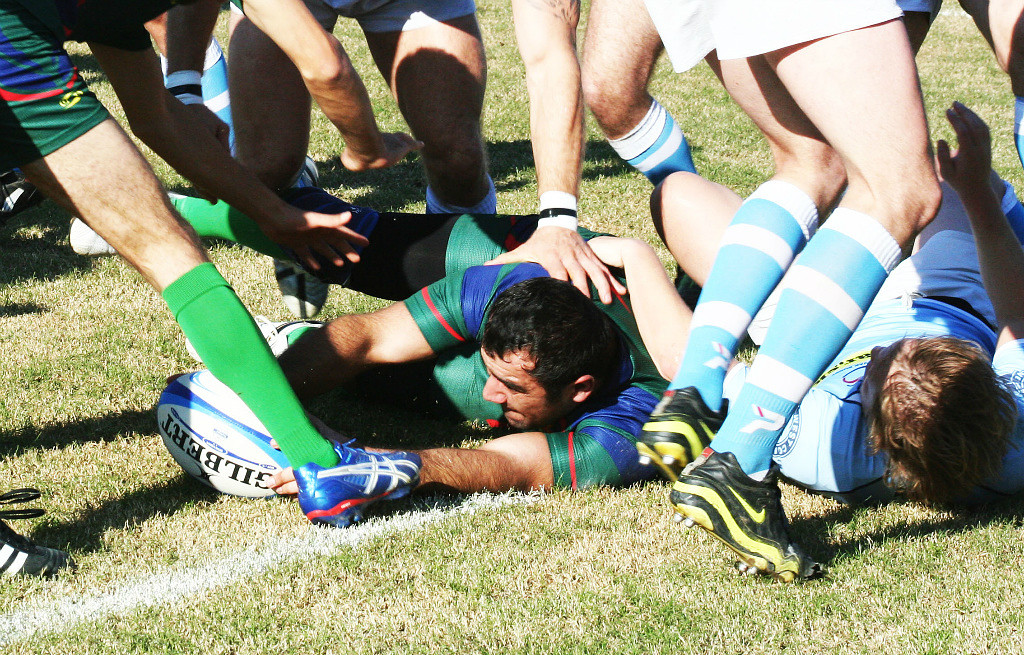
Матч Азербайджан-Словакия
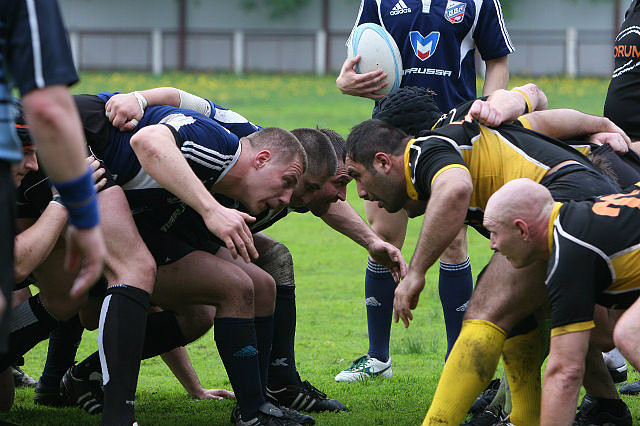
Форум-ВВА
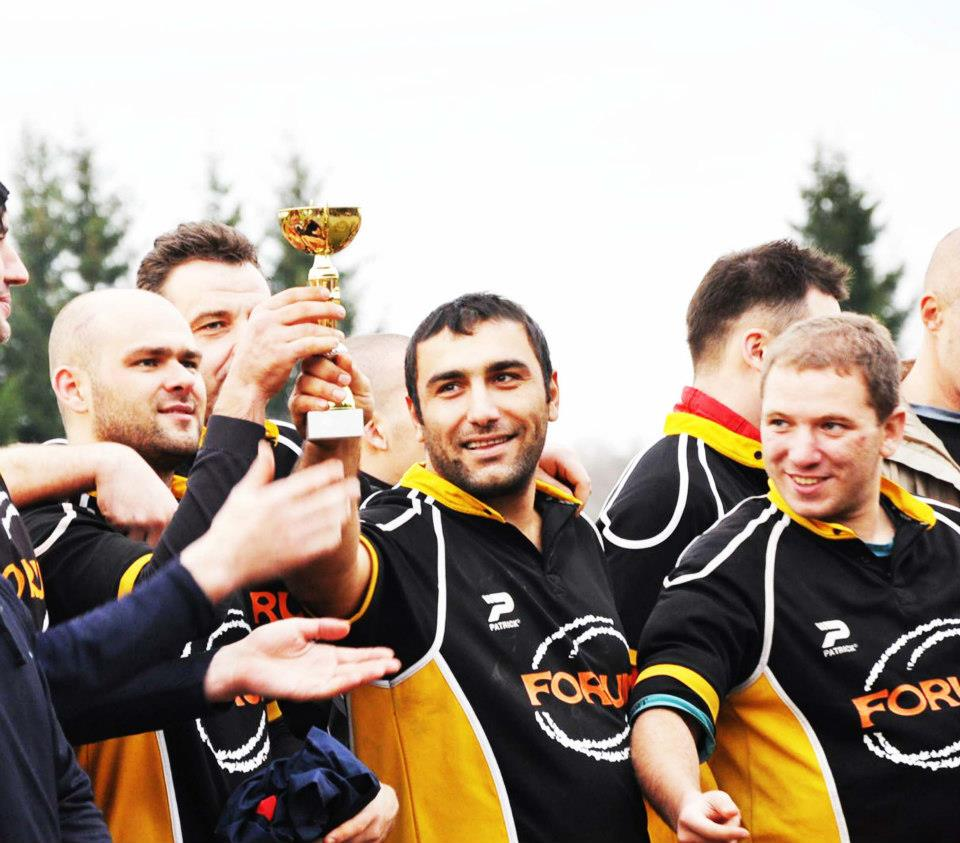
Баку 2009
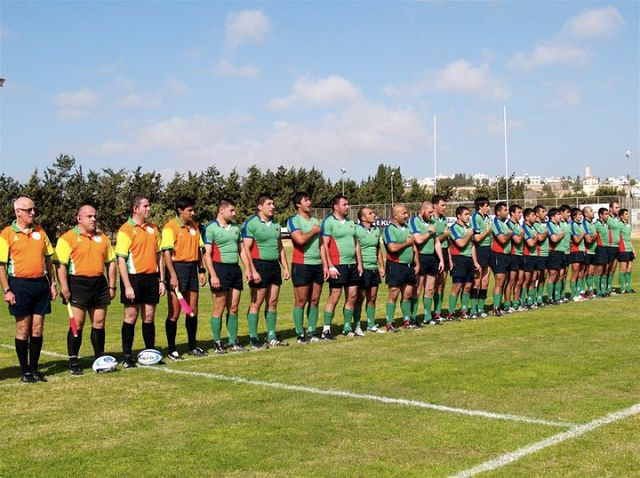
Азербайджан-Монако 2007
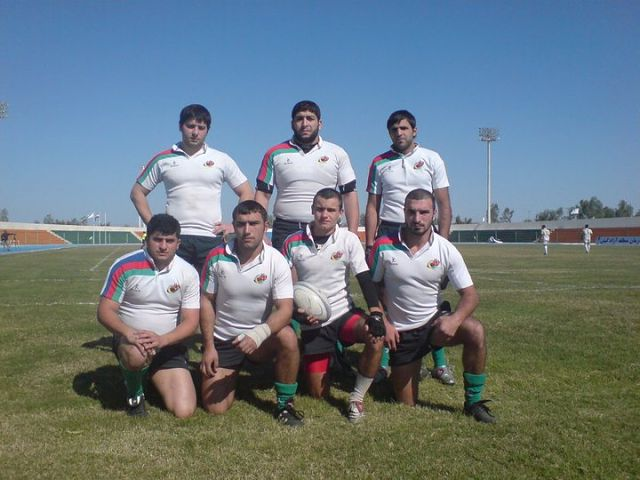
Иран 2008 (регби-7)
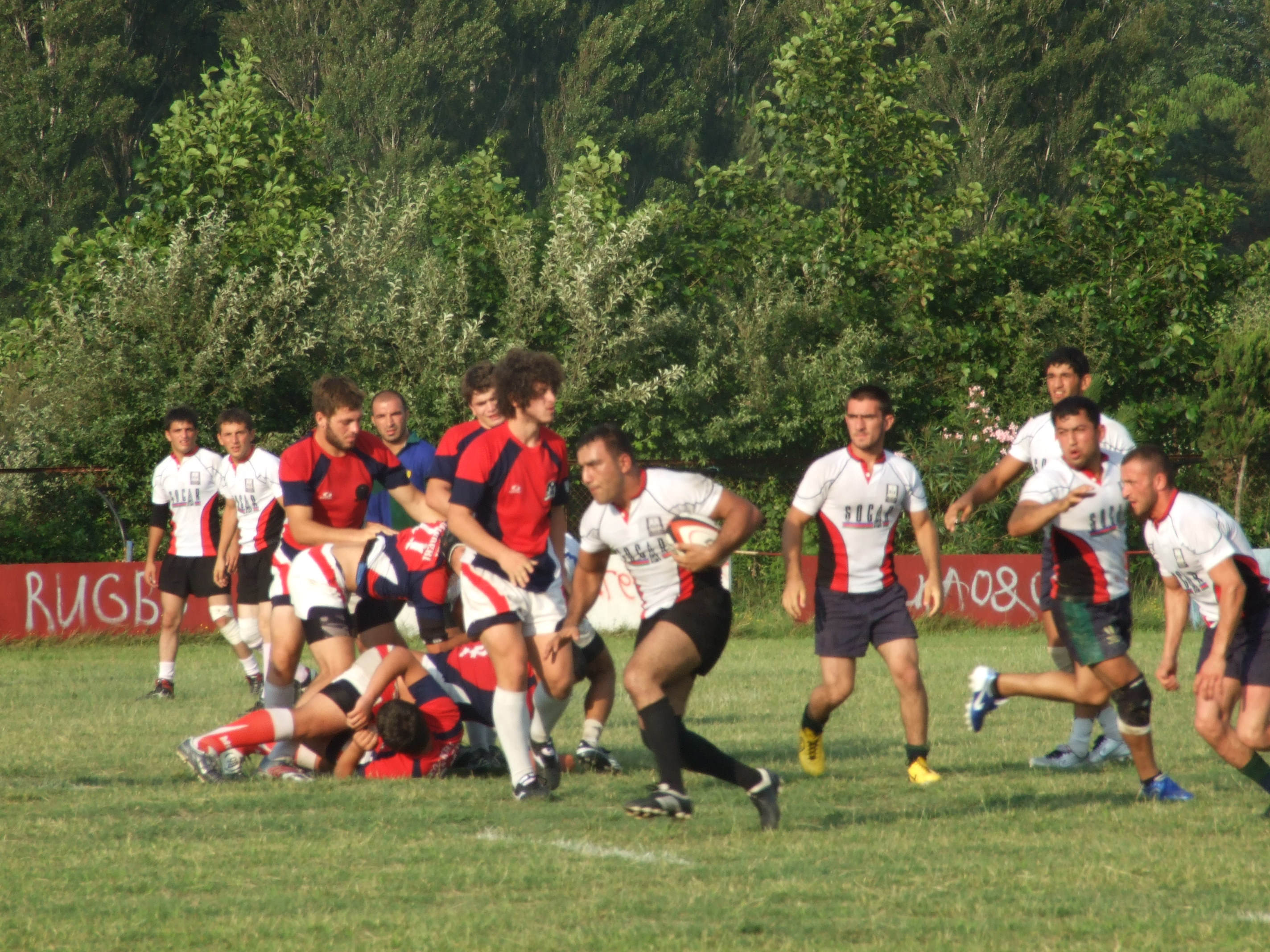
Грузия 2010
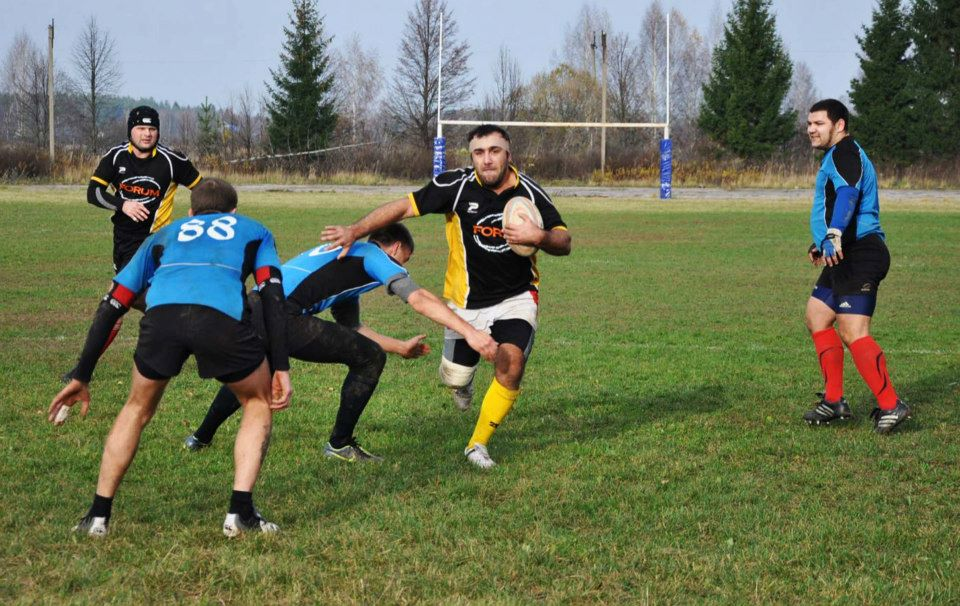
Форум-Орёл
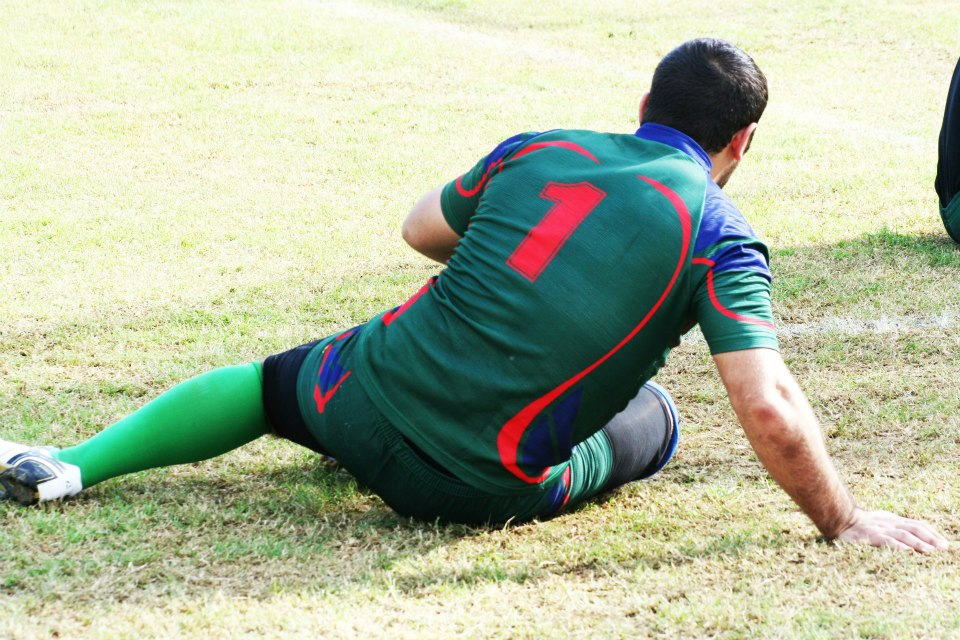
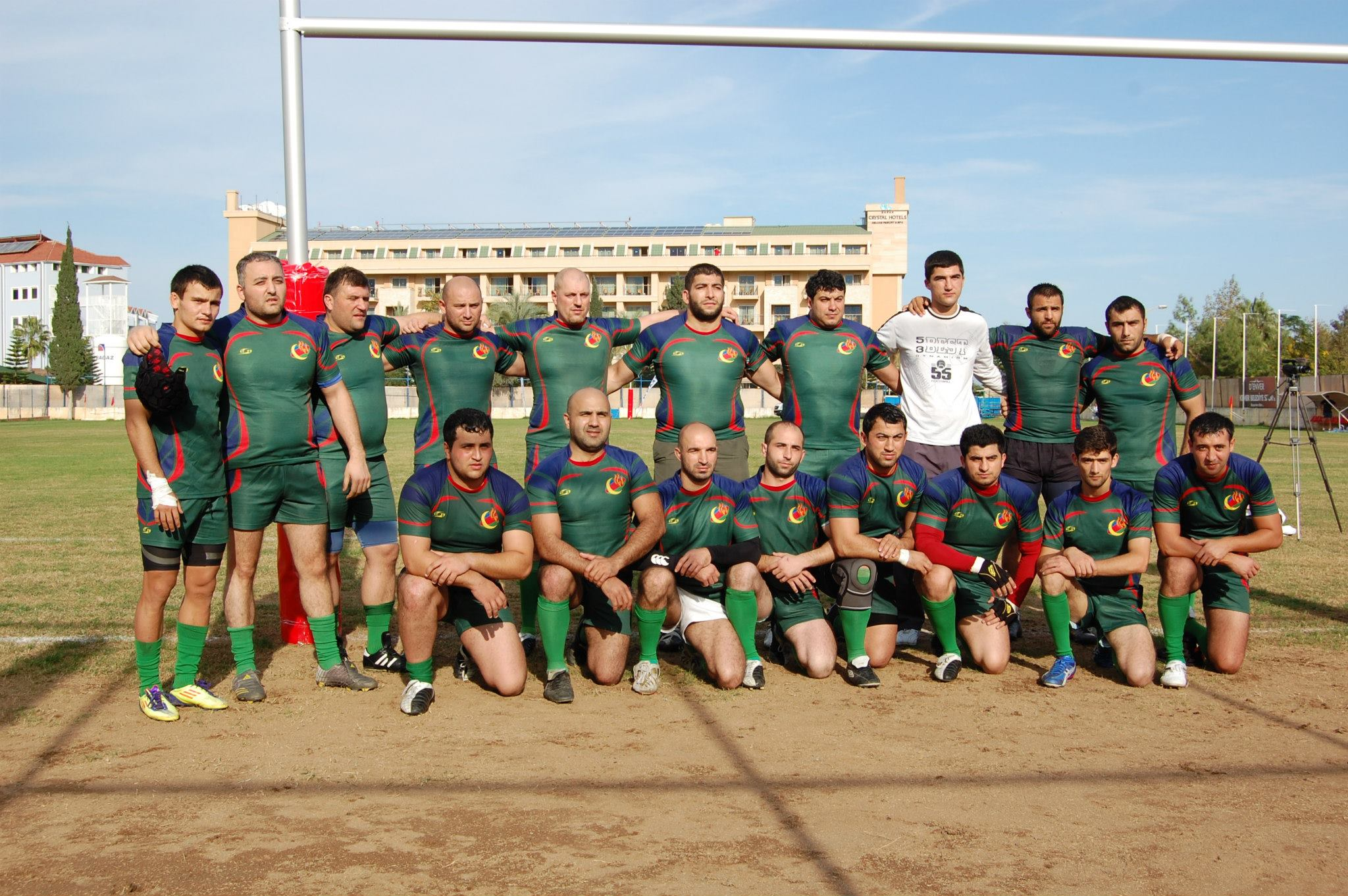
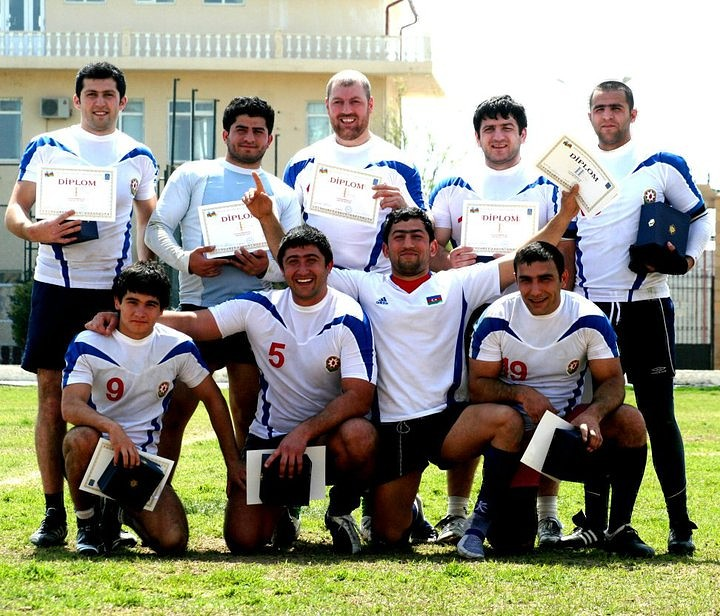
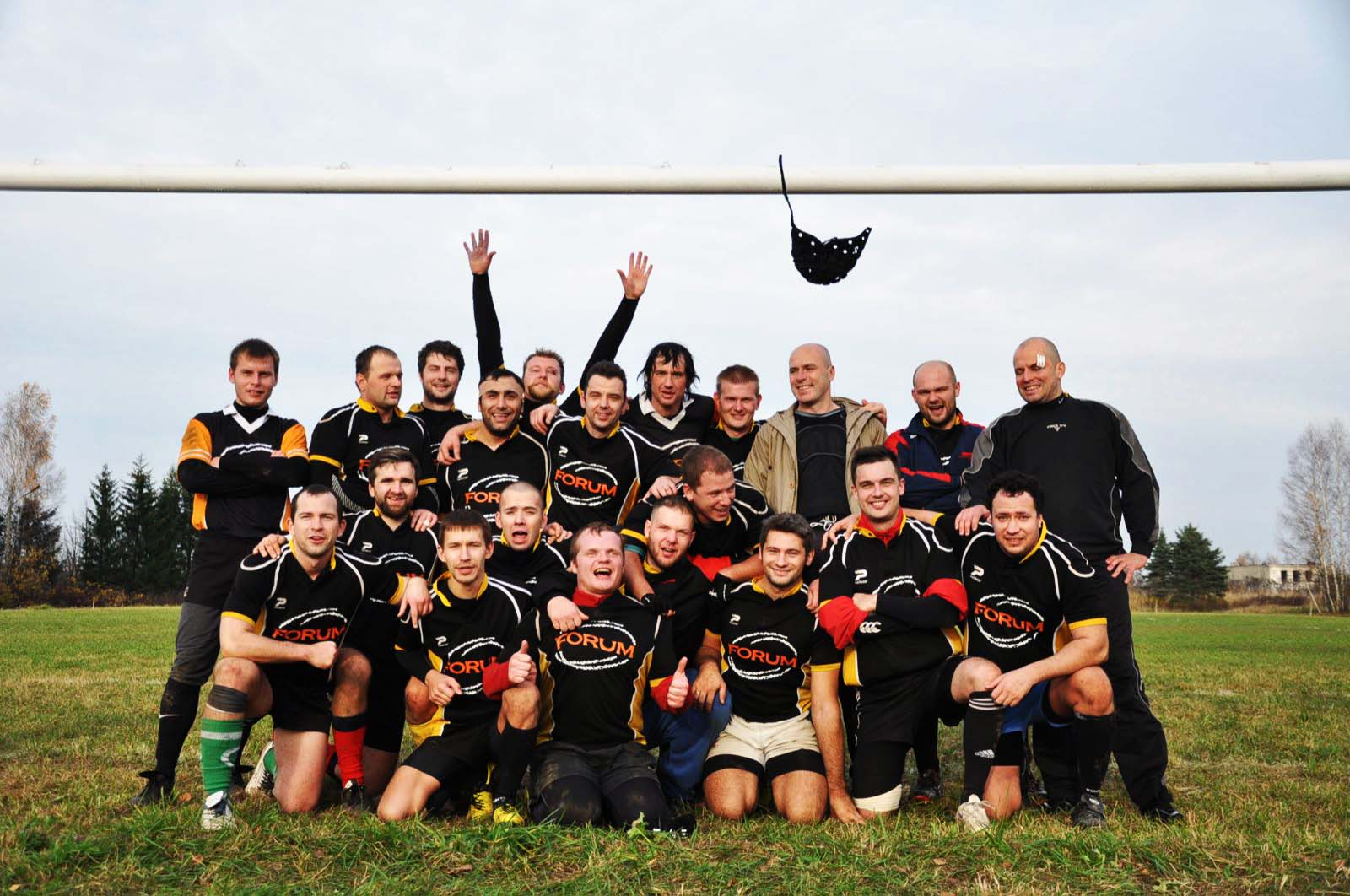
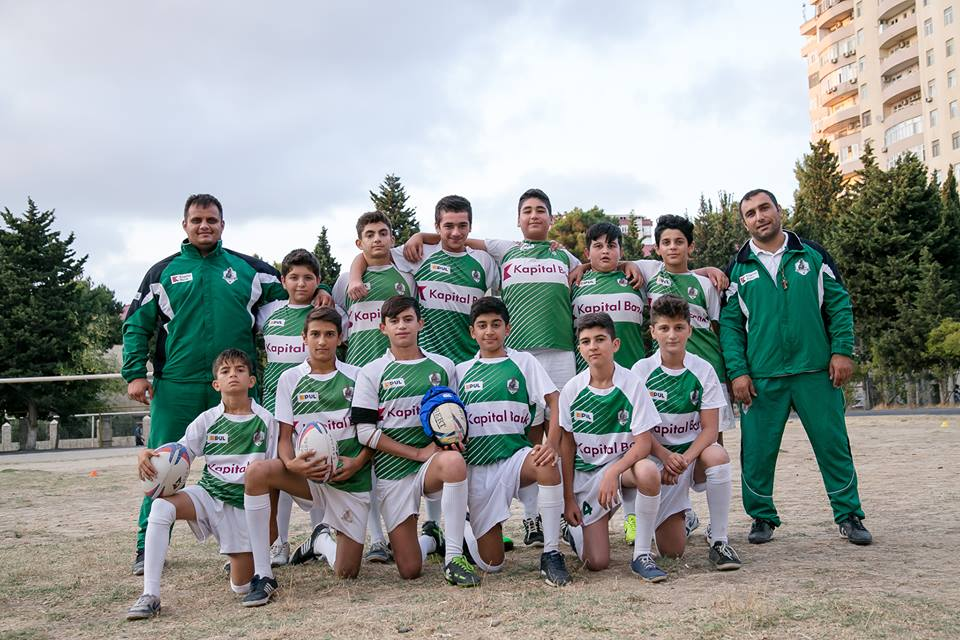